# خفاش داكن
الخفاش الداكن هو جنس من خفافيش الفاكهة الكبيرة يتبع فصيلة الخفافيش الفاكهية.
توجد أنواع هذا الجنس في جزر سليمان، بينما يوجد نوع واحد منها، وهو خفاش الفاكهة أسود البطن، في بابوا غينيا الجديدة.
يضم هذا الجنس الأنواع التالية:
- خفاش أزهار فاردوليس [الإنجليزية] (Melonycteris fardoulisi)
- خفاش الفاكهة أسود البطن (Melonycteris melanops)
- خفاش الفاكهة وودفورد (Melonycteris woodfordi)